# Emma Ryott
Emma Ryott (geboren vor 1985) ist eine britische Bühnen- und Kostümbildnerin, die überwiegend Kostüme für Oper und Ballett entwirft.

## Leben und Werk
Ryott studierte in Bühnen- und Kostümbild an der Nottingham Trent University und schloss ihr Studium mit einem Bachelor of Arts für Theatre Designs ab. Sie war Kostümassistentin beim English National Ballet und arbeitete außerdem im Auftrag des Londoner Royal Ballet. Als Leiterin der Kostümproduktion der Royal Shakespeare Company entwarf sie dann auch Bühnen- und Kostümbilder für Schauspielproduktionen. Ryott wurde von den Bregenzer Festspielen verpflichtet, arbeitete an der Metropolitan Opera in New York, an der English National Opera in London, der Göteborgsoperan sowie der Welsh National Opera in Cardiff und der Opera North in Leeds. Weitere Wirkungsstätten sind das Theater an der Wien, die Semperoper in Dresden und die Deutsche Oper Berlin.
Ryott arbeitet auch gerne für Ballettproduktionen. Eine langjährige Zusammenarbeit verbindet sie seit 2003 mit dem Regisseur und Choreographen Christian Spuck. So entwarf sie die Ausstattungen zu Spucks Stuttgarter Handlungs-Balletten Lulu. Eine Monstretragödie (2003), ..., la peau blanche,...,  (2005), Der Sandmann (2006), Sleepers Chamber (2007) und schließlich Das Fräulein von S. nach E.T.A. Hoffmanns Erzählung Das Fräulein von Scuderi (2012). Die Hauptrollen dieser Produktion übernahmen die Tänzerin Marcia Haydée und die Schauspielerin Mireille Mossé.
Mit Spuck arbeitete die Künstlerin auch am Königlichen Ballett von Flandern (The Return of Ulysses, 2006), am Theaterhaus Stuttgart (Don Q. mit Eric Gauthier und Egon Madsen, 2007, sowie Poppea//Poppea, 2010), beim Kungliga Baletten in Stockholm (Le Tableau perdu, 2007), beim Aalto Ballett in Essen (Leonce und Lena, 2008),  beim Nasjonalballetten Oslo (Woyzeck, 2011) und beim Ballett Zürich (Romeo und Julia, 2012). Darüber hinaus begleitete sie Spuck für Operninszenierungen nach Heidelberg, Stuttgart, Wiesbaden und Berlin.
2006 übernahm sie das Kostümbild für Tom Stoppard Theaterstück Rock ’n’ Roll am Royal Court Theatre in London, eine Produktion, die schließlich auch am Broadway in New York gezeigt wurde. Weitere Opernverpflichtungen führten Ryott nach Göteborg (Manon Lescaut, 2001/02, Sunset Boulevard, 2010), an die Opera North in Leeds (One Touch of Venus, 2004), an die Grande Park Opera in Leicestershire (Il barbiere di Siviglia, 2006), nach Cardiff (Aida, 2008) und Kazan (Les pêcheurs de perles, 2013). In der Spielzeit 2015/16 wird sie an der Dresdner Semperoper die Kostüme der Europäischen Erstaufführung von John Harbisons Opernfassung des Great Gatsby gestalten, Regie führt Keith Warner.

## Opernproduktionen (Auswahl)
- 2005 Berenice von Johannes Maria Staud (Uraufführung), Regie: Christian Spuck – Oper Heidelberg (auch Bühnenbild)
- 2007 La damnation de Faust, Leading Team: Marc Albrecht, Keith Warner, David Fielding – Semperoper Dresden
- 2008 Otello: Riccardo Muti, Stephen Langridge, George Souglides – Salzburger Festspiele, danach auch Teatro dell’Opera di Roma
- 2009 Orphée et Euridice: Nicholas Kok, Christian Spuck, Christian Schmidt – Staatstheater Stuttgart
- 2010 Falstaff: Marc Piollet, Christian Spuck – Hessisches Staatstheater Wiesbaden (auch Bühnenbild)
- 2012 Mathis der Maler: Bertrand de Billy, Keith Warner, Johan Engels – Theater an der Wien
- 2014 La Damnation de Faust, Donald Runnicles, Christian Spuck – Deutsche Oper Berlin (auch Bühnenbild)